# Un monde parfait (album)
| Recensione          | Giudizio   |
| ------------------- | ---------- |
| Kommersant (Russia) | Favorevole |

Un monde parfait è l'album di debutto della cantante pop francese Ilona Mitrecey, pubblicato in diversi paesi europei il 10 ottobre 2005 dall'etichetta discografica Sony BMG. In Svizzera e Germania l'album è stato pubblicato con il titolo Ilona e una diversa lista tracce.

## Tracce
Versione internazionale
1. Un monde parfait — 3:07
2. C'est les vacances — 3:49
3. Dans ma fusée — 3:53
4. Noël, que du bonheur — 3:22
5. Retourner à l'école — 3:17
6. Allô Allô — 2:49
7. My Saxophone — 3:03
8. MDR :-) — 1:18
9. Sport d'hiver — 3:05
10. Bye Bye Collège — 3:11
11. C'est la fête — 3:21
12. Arrivederci à bientôt — 1:45
13. Un Monde parfait (72 remix) — 3:41

Germania e SvizzeraIlona
1. Un Monde parfait — 3:47
2. C'est les vacances — 3:50
3. Sport d'hiver — 3:06
4. Allô, allô — 2:49
5. Retourner à l'école — 3:16
6. My Saxophone — 3:02
7. Un Monde parfait (karaoke version) — 3:45
8. Un Monde parfait (video)

## Classifiche
| Classifica        | Posizione raggiunta |
| ----------------- | ------------------- |
| Francia           | 2                   |
| Portogallo        | 2                   |
| Belgio (Vallonia) | 9                   |
| Svizzera          | 31                  |